# Was heißt hier Oma!
Was heißt hier Oma! ist eine deutsche Fernseh-Komödie aus dem Jahr 2007.

## Handlung
Juliane Kostner ist seit über 30 Jahren als Chefeinkäuferin eines Berliner Nobelkaufhauses tätig. Sie ist charmant, weltgewandt und modebewusst. Aber ihr attraktives Äußeres steht im Kontrast zu ihrem nicht ganz so rosigen Privatleben. Zu ihrer längst erwachsenen Tochter Henrike hat die alleinstehende Juliane kein wirklich gutes Verhältnis. Als Henrike allerdings hochschwanger nach einem Schwächeanfall ins Krankenhaus muss, muss Juliane plötzlich als Babysitterin einspringen. Da ihr Schwiegersohn Martin Pilot ist und keine Zeit für seine Kinder hat, bittet er Juliane auf ihre Enkel Nils und Sarah aufzupassen. Und die sind erstmal begeistert, denn anstelle von Bio-Kost und Öko-Kleidung, gibt es nun modische Shoppingtouren und Fastfood.
Der Unruhe, die nun in Julianes wohlgeordnetes Leben einzieht, kann sie durchaus auch etwas Gutes abgewinnen, denn in Johann, der im Nachbarhaus wohnt, findet sie einen sympathischen Verehrer. Doch die Anforderungen, Beruf und Familie unter einen Hut zu bringen und das jeweils Richtige zu tun, gestalten sich zunehmend schwieriger. Nachdem Juliane vergessen hat, die kleine Sarah von der Schule abzuholen, wird sie von ihrer Tochter Henrike prompt vor die Tür gesetzt. Kurz darauf verliert Juliane wegen einer Fehlbestellung auch noch ihren Posten als Chefeinkäuferin an eine jüngere Kollegin. Sie wird zur Wäscheverkäuferin degradiert.
Aber Juliane gibt nicht auf. Sie organisiert ihr Leben neu und versucht vor allem ihren Enkeln beizustehen und sich mehr nach den Wünschen ihrer Tochter zu richten. Sie tröstet die kleine Sarah, die ihre Mutter vermisst, und hilft ihrem Enkel Nils, der wegen Übergewichts in der Schule gehänselt wird. Außerdem führt sie ein ernsthaftes Gespräch mit ihrem permanent abwesendem Schwiegersohn Martin. Henrike muss erkennen, dass hinter ihrer durchgestylten und scheinbar egozentrischen Mutter ein durchaus liebevoller Mensch steckt.

## Kritiken
„Anspruchslose (Fernseh-)Familienkomödie, die für gegenseitiges Verständnis zwischen den Generationen wirbt.“

„Die auf Familienkomödien abonnierte Regisseurin Arianne Zeller […] inszenierte nach dem Buch des Autoren-Duos Ina Siefert und Andy T. Hoetzel […] dieses äußert seichte und klischeehafte Genrewerk. Witzig ist das, was sich Gaby Dohm und Tina Ruland hier als ungleiches Mutter-Tochter-Gespann liefern, wahrlich nicht – sondern eher peinlich. Da kann man nur hoffen, dass es derartige Omas nicht in der Realität gibt!“

„Großmutter de luxe, die ihre Enkel verzieht – und schließlich zu sich selbst findet. Die Egomanin wird zum schnurrigen Großmütterchen – platter geht’s nicht, Charme hat’s auch nicht. [Fazit:] Komödie? Was heißt hier Komödie!“

## Ausstrahlung
| Datum            | Uhrzeit   | Sender | Zuschauer | Marktanteil |
| ---------------- | --------- | ------ | --------- | ----------- |
| 23. Februar 2007 | 20:15 Uhr | ARD    | 5,55 Mio. | 16,9 %      |
| 13. August 2010  | 20:15 Uhr | ARD    | 4,58 Mio. | 17,0 %      |
| 27. Juli 2012    | 20:15 Uhr | ARD    | 3,16 Mio. | 13,2 %      |